# Ратвіллі
Ратвіллі (англ. Rathvilly; ірл. Ráth Bhile, «форт священного дерева») - село в графстві Карлоу, Ірландія . Село розташоване на річці Сланей поблизу кордону з графством Віклов, за 11 км від Таллоу та 8 км від Балтінгласа . Воно також знаходиться на національному вторинному маршруті N81 . Це також сімейне місце проживання барона Ратдоннелла . Ратвіллі вигравав конкурс ірландських охайних міст тричі, 1961, 1963 та 1968 року . 

## Історія
У центрі села встановлена статуя, присвячена Кевіну Баррі місцевому 18-річному юнаку, який у 1920-х роках боровся за ірландську свободу . Його захопили англійці та повісили у в'язниці Маунтджой 1 листопада 1920 року. 

## Пам'ятки
Середньовічна споруда Rathvilly Moat -  в милі від села на дорозі до Хекстауна. Маєток Ліснава знаходиться недалеко від села Ратвіллі. 

## Транспорт
- Залізничний вокзал Ратвіллі відкрився 1 червня 1886 р., Закритий для пасажирських перевезень 27 січня 1947 р. І остаточно закритий 1 квітня 1959 р. [2]

## Демографія
Населення - 796 чоловік (за переписом 2006 року). У 2002 році населення становило 500 осіб.